# Wierzbinek
Wierzbinek (niem. 1943–1945 Wirzbeck) – wieś w Polsce położona w województwie wielkopolskim, w powiecie konińskim, w gminie Wierzbinek przy drodze wojewódzkiej nr 266, nad rzeką Pichną. Miejscowość jest siedzibą sołectwa Wierzbinek oraz siedzibą gminy Wierzbinek. Częścią wsi jest miejscowość Majdany.
W latach 1975–1998 miejscowość administracyjnie należała do województwa konińskiego. W roku 2009 wraz z miejscowością Chlebowo liczyła 496 mieszkańców, w tym 259 kobiet i 237 mężczyzn.
Wieś wzmiankowana w dokumencie z 1566 roku. W czasach PRL była największym producentem majeranku w Polsce. Na jej terenie powstała baza maszynowa Spółdzielni Kółek Rolniczych.  
We wsi według rejestru zabytków znajduje się zespół dworski z przełomu XIX i XX wieku, w skład którego wchodzą: dwór, park, spichlerz, źrebięciarnia, 2 stodoły, obora oraz brama. Do XIX wieku na terenie Wierzbinka istniały pozostałości po cmentarzysku z okresu kultury pucharów lejkowatych.
W okolicy wsi położone są gleby kompleksu pszennego dobrego.
W Wierzbinku co roku odbywają się Ogólnopolskie Targi Wierzby i Wikliny. 
We wsi znajduje się Gminny Ośrodek Kultury oraz jednostka Ochotniczej Straży Pożarnej oraz Klub Piłkarski „Górnik Wierzbinek”.  